# 문화로 (구미시)
문화로(文化路)는 경상북도 구미시 원평동에 있는 구미시도로, 총 연장은 579m이다. 또한 해당 도로명은 문화의 거리를 상징하기 위해 제정된 것에서 유래하였다.

## 노선 정보
- 총 연장 : 0.579 km
- 기점 : 경상북도 구미시 원평동 126-1 (역전로와 교차, 산업로2길과 직결)
- 종점 : 경상북도 구미시 원평동 964-3 (금오산로와 교차)

## 지리

### 통과하는 지자체
- 경상북도
  - 구미시 (원평동)

### 접촉하는 도로
- 금오산로
- 역전로
- 직결 : 산업로2길

### 주변에 있는 시설
- GS25 구미역전점
- 카페루미
- 올리브영 구미역점
- 설빙 원평점
- LG유플러스 원평동 구미중앙로점
- 일미리금계찜닭 구미역점
- 포토이즘박스 구미원평점
- 미니스톱 구미문화점
- 아디다스키즈 구미점
- 헌혈의집 구미센터
- 차얌 구미중앙로점
- ABC마트 ST구미원평점
- 탑텐 구미원평점
- 봉대박스파게티 구미원평점
- 투썸플레이스 구미원평문화거리점
- 운현약국

## 여담
해당 도로는 비교적 협소한 1차선 짜리의 도로로 알려져 온 사실로 보고되어 있다.